# ニチエー (医薬品卸)
株式会社ニチエーは、かつて存在した医薬品・一般用医薬品の卸売を中心とする日本の企業。現在はバイタルネットである。医薬品の卸売手。

## 概要
- 本社は新潟県新潟市中央区川岸町2-8-2
  - 社長　鈴木淳
  - 資本金　1億5,800万円
  - 従業員　691名
  - 店舗数　26

## 沿革
- 1972年（昭和47年）4月 - 新潟県の「鈴木商店」と山形県の有力武田系医薬品卸「山和薬品商事株式会社」が合併し「株式会社ニチエー」と商号変更、秋田にも営業圏拡大。
- 1984年（昭和59年）- 宮城県の「仙南堂薬品株式会社」を合併、宮城にも営業圏拡大。
- 2001年（平成13年）1月1日 - 新潟県上越市の「三栄薬品株式会社」、宮城県仙台市の「サンエス株式会社」と合併し、株式会社バイタルネットに商号変更。

## 大株主
- エーリン株式会社 27.6%
- 株式会社イシカワ 5.5%
- 中西良治 4.9%
- 武田薬品工業 3.7%
- 鈴木ミツ 3.3%

## 営業所
- 新潟県:新潟市・長岡市・上越市・三条市・新発田市・北魚沼郡・佐渡市
- 山形県:山形市・長井市・新庄市・酒田市・鶴岡市・米沢市
- 秋田県:秋田市・横手市・大館市
- 福島県:福島市・会津若松市・郡山市・いわき市・白河市
- 宮城県:仙台市・古川市・石巻市

## 主な取引メーカー
- 武田薬品工業
- 大日本製薬
- 山之内製薬
- エーザイ